# Монеты Грузинского царства
Монеты Грузинского царства — монеты, выпущенные и использовавшиеся на территории Грузинского царства.

## История
Ранние грузинские монеты были сильно вдохновлены византийской монетой. В этом периоде грузинские монархи пытались имитировать стиль и форму монет, чеканенных в Византии. Одним из примеров таких монет были дирхамы, чеканенные по образу и подобию византийских образцов. Однако, со временем, Грузия начала развивать собственные нумизматические традиции. Важным этапом в развитии монетного дела стало внедрение на монеты изображений Матери Божией. Это символизировало христианскую веру грузинских монархов и их стремление к укреплению религиозных связей. Эти монеты также включали греческие почести, присущие правящему монарху. В период правления Давида IV Строителя и захвата им Тбилиси, мусульманского города, грузинские монеты начали приобретать исламский стиль. Они стали двуязычными, с арабскими надписями, и на них даже появилось имя султана Сельджуков, Махмуда. Это было связано с тем, что арабский язык был дипломатическим языком на Ближнем Востоке, и это облегчало взаимодействие с соседними мусульманскими государствами. После периода монгольского владычества Грузия продолжала использовать исламский стиль в монетном деле. Местные имитации серебряных асперов Трапезунда, известные как «кирманеули» в честь императора Мануила, правившего с 1238 по 1263 год, служили основной монетой в западной Грузии в течение примерно двух столетий.

### Комментарии
1. ↑  "иберов" относится конкретно к картвелам/грузинам.[1] Термин «иберия/иберийский» претерпит трансформацию, его «общегрузинский» охват будет расширен Багратионскими монархами и их современниками.[2]